# Criorhina quadriboscis
Criorhina quadriboscis är en tvåvingeart som beskrevs av Jon C. Lovett 1919. Criorhina quadriboscis ingår i släktet pälsblomflugor, och familjen blomflugor.
Artens utbredningsområde är Oregon. Inga underarter finns listade i Catalogue of Life.